# Museo di arte contemporanea (Fonte Nuova)
Il Museo di arte contemporanea era sito in Via 4 novembre 5 a Tor Lupara, frazione del comune di Fonte Nuova, in provincia di Roma.
Originariamente (2003) era suddivisa in due sedi, una in Via IV Novembre 5, l'altra, era sita in Via Machiavelli 20.
"Lo scopo del museo è acquisire, conservare, ricercare ed esporre opere di artisti emergenti." Il museo disponeva anche di una biblioteca che raccoglie 2000 volumi.
Nella sua unica sala espositiva venivano allestite mostre ed esposizioni temporanee a tema unico o di un singolo artista.
Il Museo d'Arte Contemporanea dal gennaio 2012 ottiene una collezione di opere di arte moderna unica al mondo di Pablo Picasso, Georges Braque, Marc Chagall, Juan Mirò, Amedeo Modigliani, Giorgio De Chirico e altri artisti moderni di fama universale. Tuttavia nel 2013 chiude per mancanza di fondi pubblici.